# Theodor von Heldreich
Theodor Heinrich Hermann von Heldreich, né le 3 mars 1822 à Dresde et mort la 7 septembre 1902 à Athènes, est un botaniste saxon.